# Christer Olsson
Christer Olsson (* 24. Juli 1970 in Arboga) ist ein ehemaliger schwedischer Eishockeyspieler und derzeitiger -trainer, der in seiner aktiven Zeit von 1988 bis 2005 unter anderem für die St. Louis Blues und Ottawa Senators in der National Hockey League gespielt hat.

## Karriere

### Als Spieler
Christer Olsson begann seine Karriere als Eishockeyspieler in seiner Heimatstadt beim IFK Arboga, für den er in der Saison 1988/89 in der damals noch drittklassigen Division 2 aktiv war. Anschließend spielte der Verteidiger je drei Jahre lang für den Zweitligisten Mora IK sowie Brynäs IF aus der Elitserien. Mit Brynäs gewann er in der Saison 1992/93 die Schwedische Meisterschaft, woraufhin er im NHL Entry Draft 1993 in der elften Runde als insgesamt 275. Spieler von den St. Louis Blues ausgewählt wurde. Für die Blues gab er in der Saison 1995/96 sein Debüt in der National Hockey League, wobei er in seinem Rookiejahr in 29 Spielen zwei Tore erzielte und acht Vorlagen gab. Parallel kam er in 39 Spielen für St. Louis Farmteam, die Worcester IceCats in der American Hockey League zum Einsatz. 
Nachdem Olsson auch die Saison 1996/97 in St. Louis begonnen hatte, wurde er am 27. November 1996 im Tausch für den Slowaken Pavol Demitra an die Ottawa Senators abgegeben. Für die Kanadier bestritt der Linksschütze 25 Spiele, in denen er fünf Scorerpunkte erzielte, ehe er im Anschluss an diese Spielzeit in seine schwedische Heimat zurückkehrte. Dort verbrachte er zwei Spielzeiten lang für Västra Frölunda, bevor er in der Saison 1999/2000 vom EC KAC aus der Österreichischen Eishockey-Liga verpflichtet wurde, mit dem er sowohl Meister wurde, als auch die Interliga gewann. Anschließend erhielt der Weltmeister von 1998 einen Vertrag bei seinem Ex-Club Brynäs IF, für den er zwei Spielzeiten lang spielte, ehe er im Sommer 2002 zu dessen Ligarivalen Leksands IF wechselte, mit dem er 2004 in die zweitklassige HockeyAllsvenskan abstieg. Im Anschluss an die Saison 2004/05, in der er mit Leksands als Zweitligameister den direkten Wiederaufstieg in die Elitserien erreichte, beendete der ehemalige NHL-Spieler im Alter von 34 Jahren seine Karriere.

### International
Für Schweden nahm Olsson an den Weltmeisterschaften 1995, 1998, 1999 und 2001 teil.

### Als Trainer

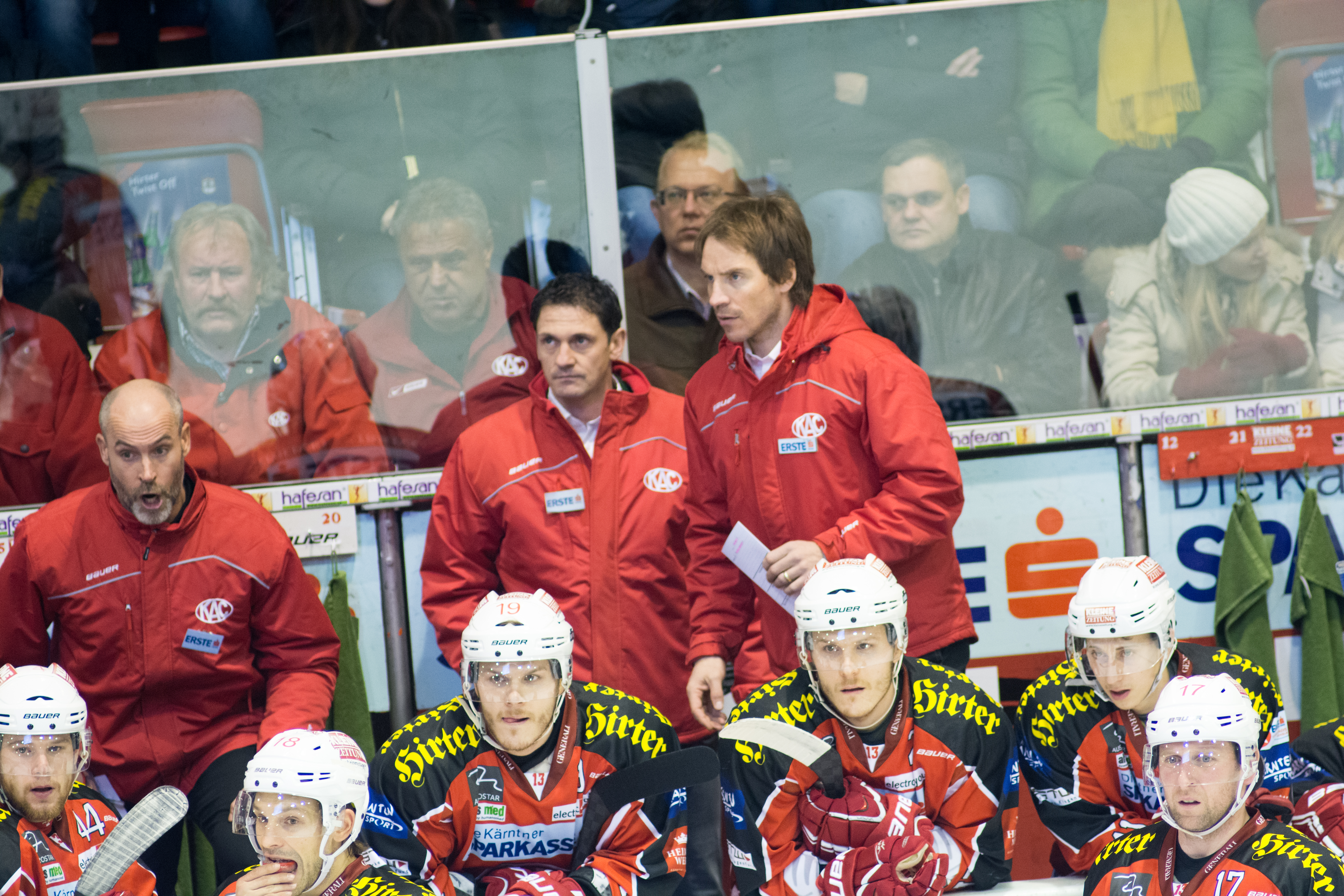
Christer Olsson (links) und Dieter Kalt (rechts), September 2013

2012 wurde Olsson Assistenztrainer von Christian Weber beim EC KAC aus der EBEL. Ende Dezember 2012 wurde Christian Weber freigestellt und Olsson übernahm den Cheftrainerposten beim EC KAC. Am Ende der Saison 2012/13 gewann er mit dem KAC den Meistertitel der EBEL.
Im März 2014 wurde Olsson als neuer Cheftrainer des HC Innsbruck vorgestellt. Dort wurde er im Dezember 2015 durch Pierre Beaulieu ersetzt. Zur Spielzeit 2016/17 übernahm er den Cheftrainerposten beim schwedischen Zweitligisten Västerås Hockey. Weitere Stationen in Schweden, jeweils als Assistenztrainer, waren Leksands IF und Örebro HK. Zur Saison 2021/22 wechselte er in die Schweiz zum SC Bern in die National League und wurde dort, gemeinsam mit Mikael Håkanson, als Assistent seines Landsmannes Johan Lundskog angestellt. Auf diesem Posten war er bis zum Frühjahr 2025 angestellt.

## Erfolge und Auszeichnungen
- 1993 Schwedischer Meister mit Brynäs IF
- 1995 Schwedischer Vizemeister mit Brynäs IF
- 2000 Österreichischer Meister mit dem EC KAC
- 2000 Interliga-Gewinn mit dem EC KAC
- 2002 Elitserien All-Star-Game
- 2005 Meister der HockeyAllsvenskan und Aufstieg in die Elitserien mit Leksands IF
- 2013 Österreichischer Meister mit dem EC KAC (als Cheftrainer)

### International
- 1995 Silbermedaille bei der Weltmeisterschaft
- 1995 Bester Verteidiger der Weltmeisterschaft
- 1998 Goldmedaille bei der Weltmeisterschaft
- 1999 Bronzemedaille bei der Weltmeisterschaft
- 2001 Bronzemedaille bei der Weltmeisterschaft